# Thomas Edwin Ross
Pour les articles homonymes, voir Thomas Ross et Ross.
Thomas Edwin Ross (11 mai 1873-19 janvier 1951) est un homme politique canadien de l'Ontario. Il est député fédéral progressiste de la circonscription ontarienne de Simcoe-Nord de 1921 à 1925.

## Biographie
Né à Oro (en) en Ontario, Ross travaille comme agriculteur.
Élu en 1921, il ne fait qu'un seul mandat puisqu'il ne se représente pas en 1925.